# Kočka bengálská
Kočka bengálská (Prionailurus bengalensis) je malá kočka, žijící v jižní, jihovýchodní a východní Asii. Starší vědecké jméno je Felis bengalensis.

## Vzhled
- Hmotnost: 0,55–7,1 kg (výjimečně až téměř 10 kg)
- Délka těla: 43–75 cm
- Délka ocasu: 17–32 cm[2]
- Výška: 41 cm

Kočka bengálská je velká asi jako domácí kočka, kočky, které žijí v severní části areálu jsou o něco větší. V porovnání s domácí kočkou mají o něco delší končetiny. Základní barva srsti se liší podle poddruhu, většinou je zlatá, zlatočervená nebo zlatošedá až šedohnědá. Kresba je černá, skládá se ze skvrn nebo rozet, skvrny se často slévají do velkých map, na hřbetě se mohou tvořit pruhy. Břicho a brada jsou bílé, také na ušním boltci mají bílou skvrnu, podobně jako další kočkovité šelmy.

## Rozšíření a stanoviště
Kočka bengálská je nejvíce rozšířená asijská malá kočkovitá šelma. Její areál rozšíření sahá od Amurské oblasti v Rusku přes Korejský poloostrov, Čínu, Indočínu, indický subkontinent až po severní Pákistán.
Obývá deštné pralesy, tropické lesy, ale i křoviny, polopouště i zemědělsky využívanou půdu. Dává přednost blízkosti vody.

## Biologie
Kočky bengálské jsou samotářská zvířata s noční aktivitou. Ve dne odpočívají v doupatech v dutinách stromů nebo v jeskyních. Jsou to oportunisté, na zemi i na stromech loví hlodavce i zajíce, malé hmyzožravce, ještěrky, žáby i netopýry. Uloví také malé kopytníky, jako jsou kančilové, kabaři nebo i srnče. Jídelníček si zpestřují rybami a vejci, v obydlených oblastech odnášejí drůbež. Dobře šplhá i plave.
Teritorium jedné kočky mívá rozlohu asi 9 km², kočka si ho označuje močí a výkaly.
V tropech se mohou rozmnožovat celoročně, na severu se páří v březnu a v dubnu. Samice je březí 60–70 dní, pak v doupěti porodí 2–4 koťata. V 10 dnech věku otevírají oči, ve 23 dnech začnou jíst maso. Doupě opouští asi po měsíci.
V zajetí se stává, že samice, pokud je vyrušována, svá mláďata zabije. Přijde-li kočka o koťata, může mít v jednom roce ještě jeden vrh. Bengálské kočky dospívají v 18 měsících věku, v zajetí může samec dosáhnout pohlavní dospělosti od 7 měsíců, samice od 10 měsíců. V zajetí se mohou dožít až 13 let. Často jsou loveny kvůli kožešině, kromě člověka je jejich přirozeným nepřítelem levhart.

## Bengálská kočka
Kočka bengálská byla úspěšně zakřížena s domácí kočkou - americkou krátkosrstou. Vzniklo plemeno bengálská kočka. Toto plemeno v sobě spojuje přítulnost domácí kočky a divoce zbarvenou srst divokých koček bengálských. Občas jsou divoké bengálské kočky přikřižovány k domestikovaným bengálským kočkám. Cílem je ozdravit plemeno, získat znaky divoké bengálské kočky, jako je silný ocas, malé uši, rovný profil, aj. Světová organizace chovatelů koček TICA uznává hybridní kočky z tohoto spojení a vystavuje jim také rodokmeny.

## Chov v zoo
v Evropě byla v červnu 2019 chována přibližně ve čtyřech desítkách zoo, takže patří k vzácně chovaným druhům.
V českých zoo najdeme jeden poddruh kočky bengálské - kočku krátkouchou:
- - Zoo Jihlava
  - Zoo Olomouc
  - Zoo Praha (od prosince 2019, kdy byli dovezeni samice původem ze Zoo Jihlava a samec ze Zoo Olomouc[4][5][6]; historicky byla chována již v 90. letech 20. století[5]) – vede monitoring evropského chovu.[7]

Na Slovensku byla chována v Zoo Bojnice.

## Poddruhy
- P. b. bengalensis - Indie, Indočína
- Kočka krátkouchá (P. b. euptailura) - východní Sibiř